# Bělský Les

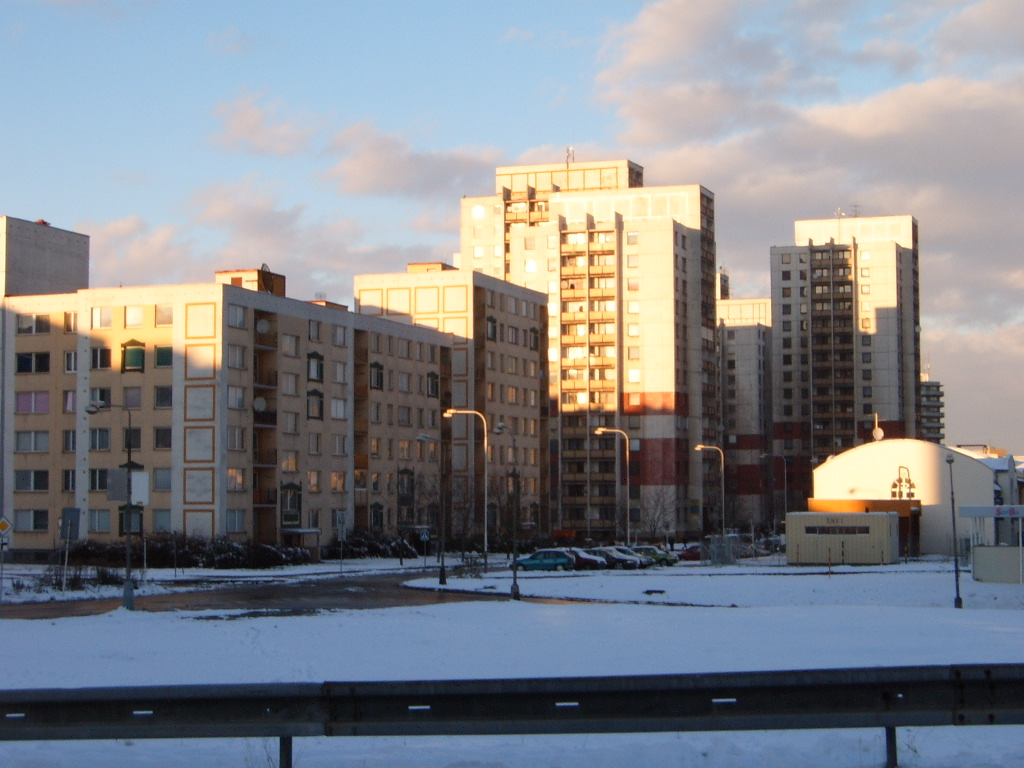
Sídliště Bělský Les

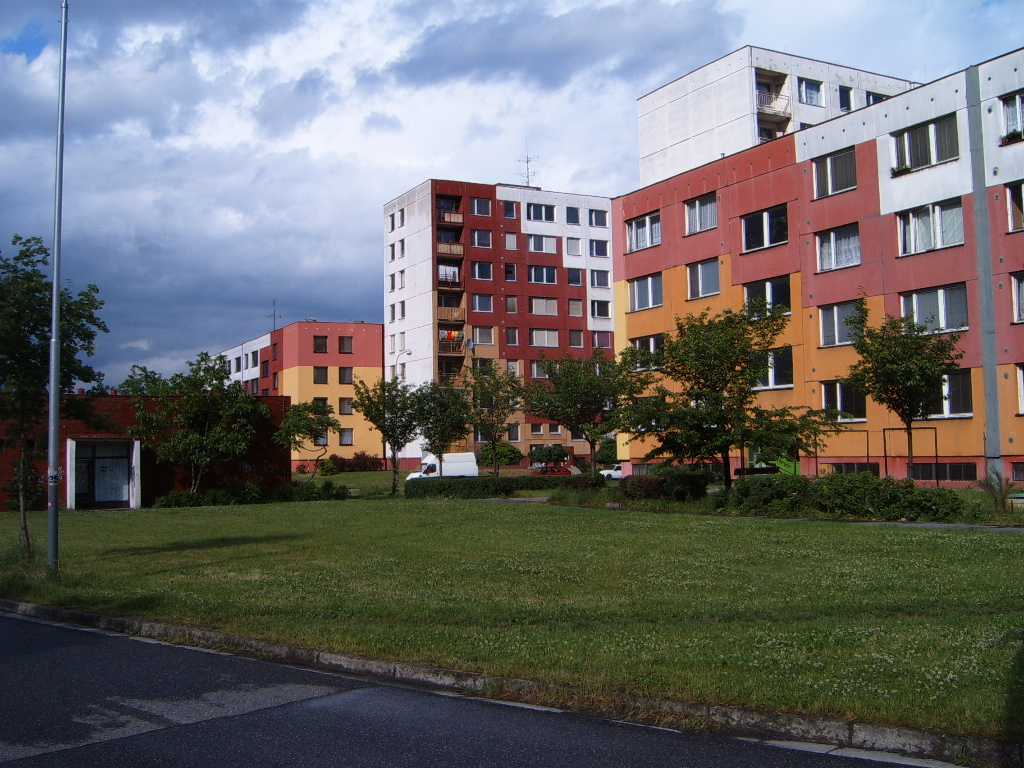
Ostrava - Bělský les (Václavka)

Bělský Les je místní část ostravského městského obvodu Ostrava-Jih, na které stojí sídliště. Místní část Bělský Les se rozkládá na částech katastrálních území Dubina u Ostravy a Hrabůvka. S jeho výstavbou bylo započato v roce 1947.

## Historie
Sídliště se nachází na okraji Bělského lesa, po kterém je pojmenováno. Bělský les je lesní porost na ploše 160 ha rozkládající se na katastru Staré Bělé a Výškovic. Les byl od roku 1272 součástí lenního statku Stará Bělá. Roku 1653 koupila statek olomoucká kapitula. V 17. století se jednalo o les jedlový, hojně se zde vyskytovaly také buk, dub a lípa. Koncem 18. století se začíná těžit pasečně a na vykácené plochy (paseky) byly vysévány jehličnany a břízy. V roce 1931 statek kupuje Moravská Ostrava, aby získala přístup k pramenům pro městský vodovod. Roku 1935 došlo k vybudování jímacího a vodárenského zařízení. Severovýchodní část lesa byla před druhou světovou válkou zabrána armádou.
V roce 1946 byl založen Spolek pro výstavbu vzorného sídliště Ostrava – Bělský les. Zastavěné území mělo mít rozlohu 80 hektarů a v jeho objektech měly být byty pro 7 600 obyvatel. Sídliště mělo být vybudováno za spoluúčasti státu a ostravských továren. Ve vypsané soutěži zvítězil projekt skupiny autorů: Jiří Štursa, Otakar Slabý, Anna Friedlová-Kanczuská, Vladimír Meduna, Jaroslav Turek. Štursa a Slabý byli autory urbanistické části projektu, ostatní architekti jsou autory projektů jednotlivých dvoupatrových a třípatrových domů ve funkcionalostickém stylu. Z původního projektu byla realizována pouze část.
V 70. letech 20. století byla severní část lesa, bezprostředně navazující na bytovou zástavbu, upravena na lesopark s minigolfem a dětským hřištěm. Byl zde také zřízen areál zdraví. Zajímavostí jsou Starobělské Lurdy – zákoutí v bukovém porostu na jižním okraji lesa, kde u pramene stojí kaplička postavená z vysokopecní strusky.
Od 1. dubna 1992 se vesnice stala součástí statutárního města Ostrava.
Budova bývalých kasáren byla roku 2005 nákladem sedmi milionů Kč opravena a nyní slouží jako sídlo společnosti Ostravské městské lesy. V přízemí a suterénu sídlí Lesní škola. V rámci České republiky ojedinělý projekt si klade za cíl přiblížit lesní hospodářství laické veřejnosti. Snaží se také představit školní mládeži les jako důležitý ekosystém se všemi biologickými, zoologickými i ekologickými vazbami.